# Európai aranycipő
A labdarúgó Európai aranycipő azt a játékost illeti meg, aki az európai bajnokságokban (az 1967/68-as idénytől kezdve) a legtöbb gólt szerzi. Később változtattak ezen, így már pontszámítás alapján kerül ki a végső győztes. Így például az olasz bajnokságban lőtt 25 gól több pontot ér az elszámolásban, mint 25 gól az OTP Bank Ligában.

## Európai aranycipő 1968 előtt
Bár a díj ekkor még nem létezett, ez az a lista, ami szerint a díjat osztották volna. Ebben a listában 13 magyar sor szerepel.
| Szezon  | Ország | Játékos                 | Klub                 | Ország         | Gólok |
| ------- | ------ | ----------------------- | -------------------- | -------------- | ----- |
| 1888–89 | ENG    | John Goodall            | Preston North End    | Anglia         | 21    |
| 1889–90 | ENG    | James Ross              | Preston North End    | Anglia         | 24    |
| 1890–91 | ENG    | Jack Southworth         | Blackburn Rovers     | Anglia         | 26    |
| 1891–92 | SCT    | Johnny Campbell         | Sunderland           | Anglia         | 32    |
| 1892–93 | SCT    | Johnny Campbell         | Sunderland           | Anglia         | 31    |
| 1893–94 | ENG    | Jack Southworth         | Everton              | Anglia         | 27    |
| 1894–95 | SCT    | Johnny Campbell         | Sunderland           | Anglia         | 22    |
| 1895–96 | ENG    | Steve Bloomer           | Derby                | Anglia         | 20    |
| 1895–96 | SCT    | Johnny Campbell         | Aston Villa          | Anglia         | 20    |
| 1896–97 | ENG    | Steve Bloomer           | Derby                | Anglia         | 22    |
| 1897–98 | ENG    | George Wheldon          | Aston Villa          | Anglia         | 21    |
| 1898–99 | SCT    | Robert Hamilton         | Rangers              | Skócia         | 25    |
| 1899–00 | ENG    | William Garraty         | Aston Villa          | Anglia         | 27    |
| 1900–01 | ENG    | Steve Bloomer           | Derby                | Anglia         | 24    |
| 1901–02 | ENG    | Charles Simmons         | West Bromwich Albion | Anglia         | 23    |
| 1902–03 | ENG    | Alec Raybould           | Liverpool            | Anglia         | 31    |
| 1903–04 | SCT    | Robert Cumming Hamilton | Rangers              | Skócia         | 28    |
| 1904–05 | ENG    | Samuel Marsh            | Bolton Wanderers     | Anglia         | 26    |
| 1905–06 | ENG    | Albert Shepherd         | Bolton Wanderers     | Anglia         | 26    |
| 1905–06 | ENG    | William Jones           | Birmingham           | Anglia         | 26    |
| 1905–06 | SCT    | William Maxwell         | Bristol City         | Anglia         | 26    |
| 1906–07 | ENG    | Alf Young               | Everton              | Anglia         | 30    |
| 1907–08 | SCT    | John (Jock) Simpson     | Falkirk              | Skócia         | 32    |
| 1908–09 | ENG    | Bert Freeman            | Everton              | Anglia         | 38    |
| 1909–10 | ENG    | John Smith              | Hull City            | Anglia         | 32    |
| 1910–11 | HUN    | Schlosser Imre          | FTC                  | Magyarország   | 42    |
| 1911–12 | HUN    | Schlosser Imre          | FTC                  | Magyarország   | 40    |
| 1912–13 | HUN    | Schlosser Imre          | FTC                  | Magyarország   | 42    |
| 1913–14 | HUN    | Schlosser Imre          | FTC                  | Magyarország   | 36    |
| 1914–15 | SCT    | Thomas Gracie           | Hearts               | Skócia         | 29    |
| 1914–15 | SCT    | James Richardson        | Ayr United           | Skócia         | 29    |
| 1915–16 | SCT    | James McColl            | Celtic               | Skócia         | 34    |
| 1916–17 | SCT    | Bery Yarnall            | Airdrieonians        | Skócia         | 39    |
| 1917–18 | HUN    | Schaffer Alfréd         | MTK                  | Magyarország   | 42    |
| 1918–19 | HUN    | Schaffer Alfréd         | MTK                  | Magyarország   | 41    |
| 1919–20 | ENG    | Fred Morris             | West Bromwich Albion | Anglia         | 37    |
| 1920–21 | SCT    | Hugh Ferguson           | Motherwell           | Skócia         | 43    |
| 1921–22 | SCT    | Duncan Walker           | St. Mirren           | Skócia         | 45    |
| 1922–23 | ENG    | Charlie Buchan          | Sunderland           | Anglia         | 30    |
| 1922–23 | SCT    | John White              | Hearts               | Skócia         | 30    |
| 1923–24 | SCT    | Dave Halliday           | Dundee Utd.          | Skócia         | 38    |
| 1924–25 | SCT    | Willie Devlin           | Cowdenbeath          | Skócia         | 33    |
| 1925–26 | ENG    | Ted Harper              | Blackburn Rovers     | Anglia         | 43    |
| 1926–27 | SCT    | Jimmy McGrory           | Celtic               | Skócia         | 49    |
| 1927–28 | ENG    | William Dean            | Everton              | Anglia         | 60    |
| 1928–29 | SCT    | Evelyn Morrison         | Falkirk              | Skócia         | 43    |
| 1928–29 | SCT    | Dave Halliday           | Sunderland           | Anglia         | 43    |
| 1929–30 | ENG    | Vic Watson              | West Ham             | Anglia         | 41    |
| 1930–31 | NIR    | Joe Bambrick            | Linfield             | Észak-Írország | 50    |
| 1931–32 | NIR    | Fred Roberts            | Glentoran            | Észak-Írország | 55    |
| 1932–33 | SCT    | Willie McFadyen         | Motherwell           | Skócia         | 45    |
| 1933–34 | SCT    | Jimmy Smith             | Rangers              | Skócia         | 41    |
| 1934–35 | ENG    | Ted Drake               | Arsenal              | Anglia         | 42    |
| 1935–36 | SCT    | Jimmy McGrory           | Celtic               | Skócia         | 50    |
| 1936–37 | HUN    | Cseh II László          | Hungária             | Magyarország   | 36    |
| 1937–38 | SCT    | Andy Black              | Hearts               | Skócia         | 40    |
| 1938–39 | HUN    | Zsengellér Gyula        | Újpest FC            | Magyarország   | 56    |
| 1939–40 | CZE    | Josef Bican             | Slavia Praha         | Csehszlovákia  | 50    |
| 1940–41 | CZE    | Josef Bican             | Slavia Praha         | Csehszlovákia  | 38    |
| 1941–42 | CZE    | Josef Bican             | Slavia Praha         | Csehszlovákia  | 45    |
| 1942–43 | CZE    | Josef Bican             | Slavia Praha         | Csehszlovákia  | 39    |
| 1943–44 | CZE    | Josef Bican             | Slavia Praha         | Csehszlovákia  | 57    |
| 1944–45 | HUN    | Zsengellér Gyula        | Újpesti TE           | Magyarország   | 36    |
| 1945–46 | HUN    | Deák Ferenc             | Szentlőrinci AC      | Magyarország   | 66    |
| 1946–47 | HUN    | Deák Ferenc             | Szentlőrinci AC      | Magyarország   | 48    |
| 1947–48 | HUN    | Puskás Ferenc           | Kispest AC           | Magyarország   | 50    |
| 1948–49 | HUN    | Deák Ferenc             | Ferencvárosi TC      | Magyarország   | 59    |
| 1949–50 | BEL    | Jef Mermans             | Anderlecht           | Belgium        | 37    |
| 1950–51 | ALB    | Refik Resmja            | Partizani Tirana     | Albánia        | 59    |
| 1951–52 | HUN    | Kocsis Sándor           | Budapesti Honvéd     | Magyarország   | 36    |
| 1952–53 | BEL    | Rik Coppens             | Beerschot            | Belgium        | 35    |
| 1953–54 | HUN    | Kocsis Sándor           | Budapesti Honvéd     | Magyarország   | 33    |
| 1954–55 | BEL    | Rik Coppens             | Beerschot            | Belgium        | 35    |
| 1955–56 | NED    | Piet Hollink            | Helmondia            | Hollandia      | 37    |
| 1956–57 | NED    | Coen Dillen             | PSV Eindhoven        | Hollandia      | 43    |
| 1957–58 | FRA    | Just Fontaine           | Stade de Reims       | Franciaország  | 34    |
| 1958–59 | NED    | Leo Canjels             | NAC Breda            | Hollandia      | 34    |
| 1959–60 | ENG    | Joe Baker               | Hibs                 | Skócia         | 42    |
| 1960–61 | SCT    | Alex Harley             | Third Lanark         | Skócia         | 42    |
| 1961–62 | ENG    | Ray Crawford            | Ipswich              | Anglia         | 33    |
| 1961–62 | ENG    | Derek Kevan             | West Bromwich Albion | Anglia         | 33    |
| 1962–63 | TUR    | Metin Oktay             | Galatasaray          | Törökország    | 38    |
| 1963–64 | ENG    | Jimmy Greaves           | Tottenham            | Anglia         | 35    |
| 1964–65 | SCT    | Jim Forrest             | Rangers              | Skócia         | 30    |
| 1965–66 | FRA    | Philippe Gondet         | Nantes               | Franciaország  | 36    |
| 1966–67 | HUN    | Dunai II Antal          | Újpesti Dózsa        | Magyarország   | 36    |

## 1968–1990
1968 és 1991 között a díjat az a játékos kapta, aki a legtöbb gólt szerezte Európában. A bajnokságok egyenrangúak voltak. Ebben az időszakban Eusébio, Gerd Müller, Dudu Georgescu és Fernando Gomes kétszer is nyert Aranycipőt.
| Szezon  | Ország | Játékos            | Klub                   | Bajnokság                      | Gólok |
| ------- | ------ | ------------------ | ---------------------- | ------------------------------ | ----- |
| 1967–68 | POR    | Eusébio            | Benfica                | Liga Sagres                    | 42    |
| 1968–69 | BUL    | Petar Zsekov       | CSZKA Szófia           | A PFG                          | 36    |
| 1969–70 | GER    | Gerd Müller        | Bayern München         | Fußball-Bundesliga             | 38    |
| 1970–71 | YUG    | Josip Skoblar      | Olympique de Marseille | Ligue 1                        | 44    |
| 1971–72 | GER    | Gerd Müller        | Bayern München         | Fußball-Bundesliga             | 40    |
| 1972–73 | POR    | Eusébio            | Benfica                | Liga Sagres                    | 40    |
| 1973–74 | ARG    | Héctor Yazalde     | Sporting CP            | Liga Sagres                    | 46    |
| 1974–75 | ROM    | Dudu Georgescu     | Dinamo Bucureşti       | Liga I                         | 33    |
| 1975–76 | CYP    | Szotírisz Kaiáfasz | Omonia Nicosia         | Marfin Laiki League            | 39    |
| 1976–77 | ROM    | Dudu Georgescu     | Dinamo Bucureşti       | Liga I                         | 47    |
| 1977–78 | AUT    | Hans Krankl        | Rapid Wien             | Fußball-Bundesliga             | 41    |
| 1978–79 | NED    | Kees Kist          | AZ Alkmaar             | Eredivisie                     | 34    |
| 1979–80 | BEL    | Erwin Vandenbergh  | Lierse                 | Jupiler League                 | 39    |
| 1980–81 | BUL    | Georgi Szlavkov    | Trakija Plovdiv        | A PFG                          | 31    |
| 1981–82 | NED    | Wim Kieft          | Ajax                   | Eredivisie                     | 32    |
| 1982–83 | POR    | Fernando Gomes     | Porto                  | Liga Sagres                    | 36    |
| 1983–84 | WLS    | Ian Rush           | Liverpool FC           | Football League First Division | 32    |
| 1984–85 | POR    | Fernando Gomes     | FC Porto               | Liga Sagres                    | 39    |
| 1985–86 | NED    | Marco van Basten   | Ajax                   | Eredivisie                     | 37    |
| 1986–87 | ROM    | Rodion Cămătaru    | FC Dinamo București    | Liga I                         | 44    |
| 1986–87 | AUT    | Toni Polster       | Austria Wien           | Fußball-Bundesliga             | 39    |
| 1987–88 | TUR    | Tanju Çolak        | Galatasaray            | Turkcell Süper Lig             | 39    |
| 1988–89 | ROM    | Dorin Mateuţ       | Dinamo Bucureşti       | Liga I                         | 43    |
| 1989–90 | MEX    | Hugo Sánchez       | Real Madrid            | La Liga                        | 38    |
| 1989–90 | BUL    | Hriszto Sztoicskov | CSZKA Szófia           | A PFG                          | 38    |
| 1990–91 | YUG    | Darko Pancsev      | Crvena zvezda          | Prva Liga                      | 34    |

## 1991–1996
Ezekben az években nem volt hivatalos díj. A díjat 1996-ban állították vissza néhány szabállyal együtt. Az 1990–91-es szezon legjobb góllövője, Darko Pancsev egészen 2006-ig nem kapta meg a díjat. A "nem hivatalos" Aranycipő-győztesek a következők:
| Szezon  | Ország | Játékos           | Klub          | Bajnokság                 | Gólok | Jegyzet     |
| ------- | ------ | ----------------- | ------------- | ------------------------- | ----- | ----------- |
| 1990–91 | YUG    | Darko Pancsev     | Crvena Zvezda | Prva Liga                 | 34    |             |
| 1991–92 | SCT    | Ally McCoist      | Rangers       | Scottish Premier Division | 34    | [ 4 ] [ 5 ] |
| 1992–93 | SCT    | Ally McCoist      | Rangers       | Scottish Premier Division | 34    | [ 4 ] [ 5 ] |
| 1993–94 | WLS    | David Taylor      | Porthmadog    | League of Wales           | 43    | [ 4 ]       |
| 1994–95 | ARM    | Arszen Avetiszján | Homenetmen    | Örmény Premier League     | 39    | [ 4 ]       |
| 1995–96 | Grúzia | Zviad Endeladze   | Margveti      | Umaglesi Liga             | 40    | [ 4 ]       |

## 1996 után
Az 1996–97-es idénytől az European Sports Magazines adja a díjat egy pontrendszerben, ami lehetővé teszi, hogy egy erősebb bajnokságban játszó játékosok nyerjenek még akkor is, ha kevesebb gólt szereztek, mint egy játékos egy gyengébb bajnokságban. Ezzel a változtatással a gólokat a bajnokságok szerint különbözően minősítik.
Az Aranycipő-díjazotton kívül dőlt betűkkel a legtöbb gólt elért európai játékos is szerepel ebben a táblázatban.
| Szezon  | Ország | Játékos             | Klub                    | Bajnokság               | Gólok | Pontok | Jegyzet |
| ------- | ------ | ------------------- | ----------------------- | ----------------------- | ----- | ------ | ------- |
| 1996–97 | BRA    | Ronaldo             | Barcelona               | La Liga                 | 34    | 68     | [ 4 ]   |
| 1996–97 | WLS    | Tony Bird           | Barry Town              | League of Wales         | 42    |        |         |
| 1997–98 | GRE    | Níkosz Mahlász      | Vitesse Arnhem          | Eredivisie              | 34    | 68     | [ 4 ]   |
| 1997–98 | GER    | Rainer Rauffmann    | Omonia                  | Marfin Laiki League     | 42    |        |         |
| 1998–99 | BRA    | Mário Jardel        | FC Porto                | Portugál Liga           | 36    | 72     | [ 4 ]   |
| 1999–00 | ENG    | Kevin Phillips      | Sunderland              | Premier League          | 30    | 60     | [ 6 ]   |
| 1999–00 | BRA    | Mário Jardel        | FC Porto                | Portugál Liga           | 38    |        |         |
| 2000–01 | SWE    | Henrik Larsson      | Celtic                  | Scottish Premier League | 35    | 52.5   | [ 7 ]   |
| 2001–02 | BRA    | Mário Jardel        | Sporting CP             | Portugál Liga           | 42    | 63     | [ 8 ]   |
| 2001–02 | WLS    | Marc Lloyd-Williams | Bangor City             | League of Wales         | 47    |        |         |
| 2002–03 | NED    | Roy Makaay          | Deportivo La Coruña     | La Liga                 | 29    | 58     | [ 8 ]   |
| 2002–03 | EST    | Andrei Krõlov       | Tallinna VMK            | Meistriliiga            | 37    |        |         |
| 2003–04 | FRA    | Thierry Henry       | Arsenal                 | Premier League          | 30    | 60     | [ 9 ]   |
| 2003–04 | ARM    | Ara Hakobján        | FC Banants              | Örmény Premier League   | 45    |        |         |
| 2004–05 | FRA    | Thierry Henry       | Arsenal                 | Premier League          | 25    | 50     | [ 8 ]   |
| 2004–05 | URU    | Diego Forlán        | Villarreal              | La Liga                 | 25    | 50     | [ 8 ]   |
| 2004–05 | WLS    | Marc Lloyd-Williams | Total Network Solutions | League of Wales         | 30    |        |         |
| 2005–06 | ITA    | Luca Toni           | Fiorentina              | Serie A                 | 31    | 62     | [ 8 ]   |
| 2005–06 | NED    | Klaas-Jan Huntelaar | SC Heerenveen / Ajax    | Eredivisie              | 33    |        |         |
| 2006–07 | ITA    | Francesco Totti     | AS Roma                 | Serie A                 | 26    | 52     | [ 11 ]  |
| 2006–07 | BRA    | Afonso Alves        | SC Heerenveen           | Eredivisie              | 34    |        |         |
| 2007–08 | POR    | Cristiano Ronaldo   | Manchester United       | Premier League          | 31    | 62     | [ 12 ]  |
| 2007–08 | NED    | Klaas-Jan Huntelaar | Ajax                    | Eredivisie              | 33    |        |         |
| 2008–09 | URU    | Diego Forlán        | Atlético Madrid         | La Liga                 | 32    | 64     |         |
| 2008–09 | AUT    | Marc Janko          | Red Bull Salzburg       | Fußball-Bundesliga      | 39    |        |         |
| 2009–10 | ARG    | Lionel Messi        | Barcelona               | La Liga                 | 34    | 68     |         |
| 2009–10 | URU    | Luis Suárez         | Ajax                    | Eredivisie              | 35    |        |         |
| 2010–11 | POR    | Cristiano Ronaldo   | Real Madrid             | La Liga                 | 40    | 80     |         |
| 2011–12 | ARG    | Lionel Messi        | Barcelona               | La Liga                 | 50    | 100    |         |
| 2012–13 | ARG    | Lionel Messi        | Barcelona               | La Liga                 | 46    | 92     |         |
| 2013–14 | POR    | Cristiano Ronaldo   | Real Madrid             | La Liga                 | 31    | 62     | [ 14 ]  |
| 2013–14 | URU    | Luis Suárez         | Liverpool               | Premier League          | 31    | 62     | [ 14 ]  |
| 2013–14 | ESP    | Jonathan Soriano    | Red Bull Salzburg       | Fußball-Bundesliga      | 31    | 46.5   |         |
| 2014–15 | POR    | Cristiano Ronaldo   | Real Madrid             | La Liga                 | 48    | 96     |         |
| 2015–16 | URU    | Luis Suárez         | Barcelona               | La Liga                 | 40    | 80     |         |
| 2016–17 | ARG    | Lionel Messi        | Barcelona               | La Liga                 | 37    | 74     |         |
| 2017–18 | ARG    | Lionel Messi        | Barcelona               | La Liga                 | 34    | 68     | [ 15 ]  |
| 2018–19 | ARG    | Lionel Messi        | Barcelona               | La Liga                 | 36    | 72     |         |
| 2019–20 | ITA    | Ciro Immobile       | Lazio                   | Serie A                 | 36    | 72     | [ 16 ]  |
| 2020–21 | POL    | Robert Lewandowski  | Bayern München          | Bundesliga              | 41    | 82     | [ 17 ]  |
| 2021–22 | POL    | Robert Lewandowski  | Bayern München          | Bundesliga              | 35    | 70     | [ 18 ]  |
| 2022–23 | NOR    | Erling Haaland      | Manchester City         | Premier League          | 36    | 72     | [ 19 ]  |
| 2023–24 | ENG    | Harry Kane          | Bayern München          | Bundesliga              | 36    | 72     | [ 20 ]  |
| 2024–25 | FRA    | Kylian Mbappé       | Real Madrid             | La Liga                 | 31    | 62     | [ 21 ]  |

## Többszörös győztesek
Első helyen Lionel Messi áll, aki hatszor nyerte el az aranycipőt, a második Cristiano Ronaldo, ő négyszer érdemelte ki a díjat. További tíz játékos van, aki kétszeres győztes. Gerd Müller volt az első futballista, aki kétszeres Aranycipős lett az 1969–70-es és az 1971–72-es szezonokban. Ally McCoistnak (1991–92, 1992–93), Thierry Henrynak (2003–04, 2004–05), Lionel Messinek (2011–12, 2012–13) és Robert Lewandowskinak (2020–21, 2021–22) sikerült két egymást követő évben is címet szereznie. Diego Forlán (Villarreal valamint Atlético de Madrid, és Mário Jardel (Porto valamint Sporting CP) két különböző klub tagjaként is elnyerte ezt az elismerést. Cristiano Ronaldo volt az első játékos, akinek két különböző ligából is lett első helyezése (Manchester Uniteddal az angol Premier League-ből és a Real Madriddal a spanyol Ligából. Ezt a rekordot írta át Luis Suárez, aki a 2015–16-os idényben a Barcelona színeiben a La Ligában is gólkirály lett a holland és az angol bajnokság után.
| Játékos            | Címek száma | Szezon                                                 |
| ------------------ | ----------- | ------------------------------------------------------ |
| Lionel Messi       | 6           | 2009–10, 2011–12, 2012–13, 2016–17, 2017–18, 2018–2019 |
| Cristiano Ronaldo  | 4           | 2007–08, 2010–11, 2013–14, 2014–15                     |
| Eusébio            | 2           | 1967–68, 1972–73                                       |
| Gerd Müller        | 2           | 1969–70, 1971–72                                       |
| Dudu Georgescu     | 2           | 1974–75, 1976–77                                       |
| Fernando Gomes     | 2           | 1982–83, 1984–85                                       |
| Ally McCoist       | 2           | 1991–92, 1992–93                                       |
| Mário Jardel       | 2           | 1998–99, 2001–02                                       |
| Thierry Henry      | 2           | 2003–04, 2004–05                                       |
| Diego Forlán       | 2           | 2004–05, 2008–09                                       |
| Luis Suárez        | 2           | 2013–14, 2015–16                                       |
| Robert Lewandowski | 2           | 2020–21, 2021–22                                       |

1. 1 2 3 4  megosztva kapott cím

## Statisztikák

### Nemzetek szerint
| Nemzetiség    | Győzelmek száma | Játékosok |
| ------------- | --------------- | --------- |
| Portugália    | 8               | 3         |
| Argentína     | 7               | 2         |
| Hollandia     | 4               | 4         |
| Uruguay       | 4               | 2         |
| Bulgária      | 3               | 3         |
| Olaszország   | 3               | 3         |
| Brazília      | 3               | 2         |
| Franciaország | 3               | 2         |
| Románia       | 3               | 2         |
| Ausztria      | 2               | 2         |
| Anglia        | 2               | 2         |
| Jugoszlávia   | 2               | 2         |
| Németország   | 2               | 1         |
| Lengyelország | 2               | 1         |
| Belgium       | 1               | 1         |
| Ciprus        | 1               | 1         |
| Görögország   | 1               | 1         |
| Mexikó        | 1               | 1         |
| Norvégia      | 1               | 1         |
| Svédország    | 1               | 1         |
| Törökország   | 1               | 1         |
| Wales         | 1               | 1         |

### Csapatok szerint
| Klub                | Győzelmek száma | Játékosok |
| ------------------- | --------------- | --------- |
| Barcelona           | 8               | 3         |
| Bayern München      | 5               | 3         |
| Real Madrid         | 5               | 3         |
| Dinamo București    | 3               | 2         |
| Porto               | 3               | 2         |
| CSKA Sofia          | 2               | 2         |
| Liverpool           | 2               | 2         |
| Ajax                | 2               | 2         |
| Sporting CP         | 2               | 2         |
| Arsenal             | 2               | 1         |
| Benfica             | 2               | 1         |
| Austria Wien        | 1               | 1         |
| Rapid Wien          | 1               | 1         |
| Lierse              | 1               | 1         |
| Botev Plovdiv       | 1               | 1         |
| Omonia Nicosia      | 1               | 1         |
| Manchester City     | 1               | 1         |
| Manchester United   | 1               | 1         |
| Sunderland          | 1               | 1         |
| Marseille           | 1               | 1         |
| Fiorentina          | 1               | 1         |
| Lazio               | 1               | 1         |
| Roma                | 1               | 1         |
| AZ Alkmaar          | 1               | 1         |
| Vitesse             | 1               | 1         |
| Celtic              | 1               | 1         |
| Atlético Madrid     | 1               | 1         |
| Deportivo La Coruña | 1               | 1         |
| Villarreal          | 1               | 1         |
| Galatasaray         | 1               | 1         |
| Crvena zvezda       | 1               | 1         |

### Bajnokság szerint
| Bajnokság              | Győzelmek száma | Játékosok |
| ---------------------- | --------------- | --------- |
| La Liga                | 16              | 8         |
| Premier League         | 7               | 6         |
| Primeira Liga          | 7               | 4         |
| Bundesliga             | 5               | 3         |
| Eredivisie             | 4               | 4         |
| Serie A                | 3               | 3         |
| Parva Liga             | 3               | 3         |
| Liga I                 | 3               | 2         |
| Austrian Bundesliga    | 2               | 2         |
| Ligue 1                | 1               | 1         |
| Cypriot First Division | 1               | 1         |
| Belgian Pro League     | 1               | 1         |
| Scottish Premiership   | 1               | 1         |
| Süper Lig              | 1               | 1         |
| Yugoslav First League  | 1               | 1         |